# Lien Hillewaert
Lien Hillewaert née le 27 novembre 1997, est une joueuse de hockey sur gazon belge. Elle évolue au poste de défenseure au Braxgata et avec l'équipe nationale belge.

## Carrière
Elle a été appelée en équipe première pour concourir à la Coupe du monde 2018 à Londres.